# Galvarino (nombre)
Galvarino (del mapudungún: Kalwarëngo ó Kallfürüngi) es un nombre masculino de origen mapuche.

## Origen
El origen de este nombre se debe al guerrero Galvarino, quien combatió en la guerra de Arauco.

## Personajes célebres
- Galvarino (15??-1557), guerrero mapuche.
- Galvarino Apablaza, guerrillero chileno.
- Galvarino Gallardo (1877-1957), político y diplomático chileno.
- Galvarino Melo Páez (1915-2007), político y obrero chileno.
- Galvarino Ponce Morel (1921-2012), escultor chileno.
- Galvarino Riveros Cárdenas (1829-1892), marino chileno.